# Muttonheads
Jérôme Tissot (n. 3 mai 1976), cunoscut după numele de scenă Muttonheads, este un DJ francez și producător de muzică electronică.

## Discografie

### Albume
- Demomaker (2010)

### EP-uri
- To You (2004)
- Smashing Music
- I'll Be There